# Авалоне
Авалоне је град и пристаниште у измишљеном свету Средње земље у делима Џ. Р. Р. Толкина.
Налази се острву Тол Ересеји у заливу Елдамар, и насељено је Морским Вилењацима. У овом граду су током трећег доба звезда Телери научили да граде бродове и из тог пристаништа су испловили ка Неумирућим Земљама и обалама Елдамара.